# Coenotephria autumnalis
Coenotephria autumnalis är en fjärilsart som beskrevs av Franz Dannehl 1933. Coenotephria autumnalis ingår i släktet Coenotephria och familjen mätare. Inga underarter finns listade i Catalogue of Life.